# Rasim Abuşev
Rasim Abuşev (15 ottobre 1963) è un ex calciatore azero, fino al 1991 sovietico, di ruolo centrocampista.

## Carriera

### Club
Dopo aver giocato nelle prime tre serie dell'allora Unione Sovietica, milita in squadre di massima serie dell'Azerbaigian a partire dal 1992. Nel 1997 si trasferisce in Russia, giocando fra seconda e terza serie.

### Nazionale
Ha fatto parte della Nazionale azera dal 1993 al 1999.